# Karangsari (Buayan)
Karangsari is een bestuurslaag in het regentschap Kebumen van de provincie Midden-Java, Indonesië. Karangsari telt 1389 inwoners (volkstelling 2010).